# Simon Schwendener
Simon Schwendener (Buchs, 10 de febrero de 1829 - Berlín 27 de mayo de 1919) fue un botánico y liquenólogo suizo responsable entre otros del descubrimiento de la simbiosis entre algas y hongos que se lleva a cabo en los líquenes.

## Biografía
Tras trabajar como profesor de ciencias desde los dieciocho años, Simon Schwendener acudió a la Universidad de Zúrich para continuar su formación en botánica en 1853. En esta etapa estableció sus primeros contactos con la élite de la investigación suiza de su época; acabó sus estudios en esta Universidad en 1857 y comenzó a colaborar con Karl Wilhelm von Nägeli en el "Departamento de Botánica". En esta Universidad comenzó sus investigaciones sobre líquenes, independientes del trabajo realizado para la institución, a partir de extenso herbario que poseía Nägeli. Junto a este investigador realizó también importantes estudios sobre microscopía y sus aplicaciones en el estudio de plantas e investigaciones sobre los movimientos de la savia en los tejidos vegetales.
En 1867 comenzó a trabajar en la Universidad de Basilea y fue nombrado director del jardín botánico de esta ciudad. El 10 de septiembre de 1867 Simon Schwendener hizo público sus descubrimientos sobre la naturaleza dual de los líquenes, esto es, que estos organismos que hasta entonces eran considerados plantas estaban compuestos por la simbiosis entre un hongo y un alga microscópica o una cianobacteria. Esta teoría, muy debatida y cuestionada durante años ponía fin a los largos debates sobre la naturaleza real de estos organismos y abría el campo a nuevas investigaciones aún hoy día en desarrollo. Las primeras tesis de Schwenderer contemplaban la posibilidad de que los hongos formadores de líquenes fueran en realidad parásitos de las algas fotosintéticas en vez de simbiontes y a éstas las llamaba ilotas por comparación con el estatus social de estos ciudadanos en la antigua Esparta.
En 1877 aceptó trabajar para la Universidad de Tubinga como sustituto de Wilhelm Hofmeister pero unos meses después, en 1878 se le ofreció trabajar como profesor en la Universidad de Berlín puesto que aceptó y en el que estuvo hasta su retirada de la docencia en 1910. Fue miembro fundador de la Sociedad Alemana de Botánica cuya presidencia ostentó desde 1895 hasta 1909.

## Algunas publicaciones
- 1856: Ueber die periodischen Erscheinungen der Natur, insbesondere der Pflanzenwelt: nach den von der allgemeinen schweizerischen Gesellschaft für die gesammten Naturwissenschaften veranlassten Beobachtungen
- 1860: Ueber den angeblichen Protothallus der Krustenflechten
- 1867: Das Mikroskop: Theorie und Anwendung desselben. con Karl Wilhelm von Nägeli. Reimprimió BiblioBazaar, 2010. 676 pp. ISBN 1-144-41106-8
- 1869: Die Algentypen der Flechtengoniden.
- 1872: Aus der Geschichte der Culturpflanzen. Reimprimió BiblioBazaar, 2010. 76 pp. ISBN 1-141-60527-9
- 1874: Das mechanische Princip im anatomischen Bau der Monocotylen
- 1878: Mechanische Theorie der Blattstellungen
- 1881: Über Spiralstellungen bei Florideen
- 1881: Über die durch Wachsthum bedingte Verschiebung kleinster Theilchen in trajectorischen Curven
- 1882: Über Bau und Mechanik der Spaltöffnungen
- 1882: Über das Winden der Pflanzen
- 1882: Über das Scheitelwachsthum der Phanerogamen-Wurzeln
- 1883: Die Schutzscheiden und ihre Verstärkungen. Reimprimió Kessinger Pub Co, 2010. 84 pp. ISBN 1-162-52906-7
- 1883: Zur Theorie der Blattstellungen
- 1885: Einige Beobachtungen an Milchsaftgefässen
- 1885: Über Scheitelwachsthum und Blattstellungen
- 1886: Untersuchungen über das Saftsteigen
- 1887: Über richtungen und ziele der mikroskopisch-botanischen forschung: Rede bei antritt des rectorats gehalten in der aula der Königlichen Friedrich-Wilhelms-universität am 15. October 1887. Reimprimió Kessinger Publ. LLC, 2010. 32 pp. ISBN 1-160-29120-9
- 1889: Die Spaltöffnungen der Gramineen und Cyperaceen
- 1892: Untersuchungen über die Orientirungstorsionen der Blätter und Blüthen
- 1892: The microscope in theory and practice. 382 pp.
- 1896: Das Wassergewebe im Gelenkpolster der Marantaceen
- 1898: Gesammelte botanische Abhandlung
- 1899: Über den Öffnungsmechanismus der Antheren

## Honores
- DBG: : "Deutsche Botanische Gesellschaft" galardona con la "Medalla Simon Schwendener" a miembros meritorios de la Sociedad

### Epónimos
- (Lycopodiaceae) Lycopodium schwendenerii Herter[1]
- La abreviatura «Schwend.» se emplea para indicar a Simon Schwendener como autoridad en la descripción y clasificación científica de los vegetales.[2]